# Muhammad Anwar
Muhammad Anwar (ur. محمد انور; ur. 13 kwietnia 1959) – pakistański zapaśnik w stylu wolnym. Olimpijczyk z Seulu 1988, gdzie odpadł w eliminacjach w kategorii 74 kg.
Srebrny medalista Igrzysk Azji Południowej w 1985 i brązowy w 1987. Brąz na mistrzostwach Azji w 1983 (w stylu klasycznym) i 1988, czwarty w 1981 i 1983 roku.